# John Joseph Kaising
John Joseph Kaising (* 3. März 1936 in Cincinnati, Ohio; † 13. Januar 2007) war Weihbischof im Militärordinariat des Erzbistums für das US-amerikanische Militär.
John Joseph Kaising empfing am 22. Dezember 1962 die Priesterweihe. 2000 wurde er von Johannes Paul II. zum Weihbischof im Militärordinariat des Erzbistums für das US-amerikanische Militär sowie zum Titularbischof von Horrea Coelia (Orreacelia) bestellt. 